# Ауджила (язык)
Ауджила (также авджила; Awjila; Awjilah, Aoudjila; самоназвание tawjilit) — один из берберских языков на востоке Ливии. Распространён в оазисах Ауджила и Джалу (Джало), расположенных в исторической области Киренаика. Из-за гражданской войны в Ливии непосредственные данные по этому языку были недоступны. Однако публикации в Facebook носителей языка и молодых людей, частично знающих его, предоставили дополнительные данные о современном положении языка.

## Общая информация

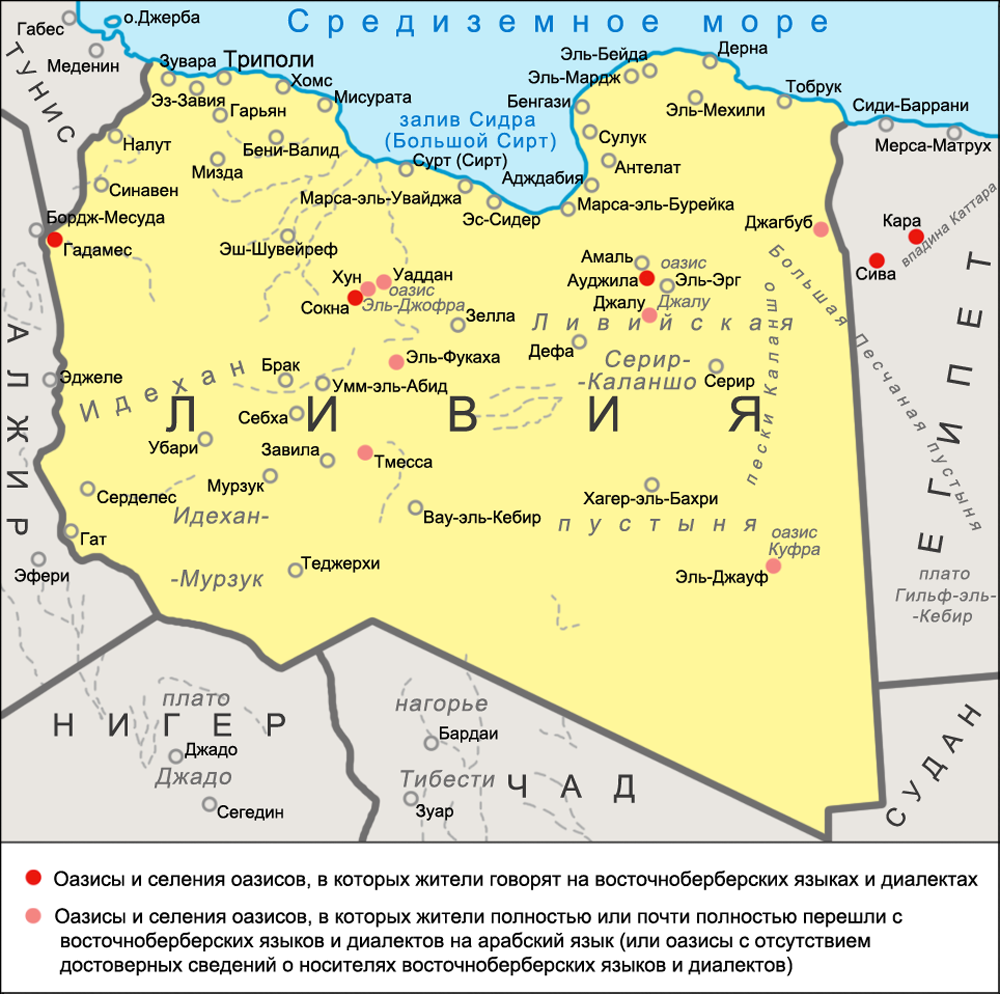
Оазис Ауджила на карте оазисов восточноберберского языкового ареала.

Ауджила относится к берберской ветви афразийской языковой семьи, восточно-берберской подгруппе. Он тесно связан с ливийским гхадамесским языком, хотя и находится под значительно большей угрозой исчезновения: по разным оценкам, осталось 2000–3000 носителей языка. ЮНЕСКО считает, что ауджила находится под серьёзной угрозой исчезновения, поскольку самые молодые носители языка достигли среднего возраста.
Берберские языки Ливии подвергались жестокому запрету в период правления Муаммара Каддафи, что, вероятно, и стало причиной сильного ослабления берберских языков. Использование языков берберов/амазигов было фактически запрещено, и Каддафи полностью отрицал существование берберов, он говорил: «Называйте себя как хотите в своих домах – берберами, детьми сатаны, как угодно – но вы ливийцы тогда, когда покидаете свои дома». Он отрицал существование берберов как отдельной этнической группы и называл берберов «продуктом колониализма», созданным Западом для разделения Джамахирии. Он неоднократно выступал против активистов по защите прав амазигов (включая лингвистов из-за рубежа), чему можно приписать отсутствие актуальной и обновлённой информации о ливийских берберских языках и относительно ограниченный контент, доступный в интернете даже на арабском языке (в отличие от более обширных ресурсов, посвящённых марокканским и алжирским разновидностям берберских языков). Однако этот язык используется на Facebook некоторыми жителями оазиса Ауджила.
Число говорящих — около 2 тысяч человек, однако языку может грозить исчезновение, так как молодёжь говорит только по-арабски. Женщины говорят в основном на ауджила, старшие мужчины одинаково владеют ауджила и ливийским арабским языком. В общественной жизни используется исключительно последний.
Второе основное селение оазиса — город Джалу — заселено арабоязычными берберами, которые, возможно, говорили на родственном диалекте — джалу (Jalu, Jalo), ныне исчезнувшем.